# 牛心台站
牛心台站，溪田铁路四等站。位于辽宁省本溪市明山区牛心台街道。隶属沈阳铁路局本溪车务段。建于1914年。